# Західна Соловецька Салма
За́хідна Солове́цька Салма́ (рос. Западная Соловецкая Салма) — протока в Білому морі, сполучає його із Онезькою затокою; відокремлює Соловецькі острови від Кемських шхер.
До Онезької затоки судна даною протокою входять дуже рідко, так як вона є більш мілководною, аніж Східна Соловецька Салма. Північний вхід в протоку знаходиться між північно-західним краєм острова Соловецьким на сході та островом Ряволуда на заході. Південний вхід до протоки знаходиться між островом Малим Заєцьким на сході та островом Жилим на заході.
Основний фарватер в протоці проходить уздовж східного краю Кемських шхер шириною всього 6,5 км. У північному вході до протоки по центру містяться мілини-стаміки Північний Кемський (найбільша мілина в протоці, найменші глибини 0,4 м, дно складається з великих каменів), Південний Кемський (глибина 4,9 м, дно кам'янисте), Білужий Перший (глибина 7,4 м, дно кам'янисте), Білужий Другий (глибина 5,2 м, дно кам'янисте) та Білужий Третій (глибина 4 м, дно кам'янисте), на північному сході — мілина Переч-Наволоцька (глибина 5,6 м, дно кам'янисте), на південному сході — Заєцька мілина (глибина 6 м), на заході біля Ромбацьких островів — мілини-стаміки Другий Ромбацький, Великий Ромбацький, Тапарушний.